# 1952

## Події
- 6 лютого — по смерті короля Георга VI Єлизавета II отримує престол у Великій Британії
- 6 червня — в Женеві засновано Робочу групу експертів з технічних вимог до транспортних засобів, яку у 2000 році було перейменовано у Всесвітній Форум з гармонізації Правил для транспортних засобів (англ. The World Forum for Harmonization of Vehicle Regulations)
- 23 липня — революція у Єгипті, повалення монархії
- 19 вересня — запущено перший тролейбус у Мінську

### Наука
- Бульбашкова камера (Дональд Артур Глазер)
- Експеримент Міллера—Юрі засвідчив принципову можливість утворення біомолекул з неорганічних вихідних речовин.

## Народились
Дивись також Категорія:Народились 1952
- 4 січня  — Горват Король, Угорський хорватський політик та угорський мовознавець (пом. в 2020).

- 20 січня — Пол Стенлі, американський співак (Kiss).
- 25 січня - Лі Стробель, американський християнський автор і колишній журналіст-розслідувач.
- 8 лютого — Віктор Проскурін, російський актор.
- 15 лютого — Микола Сорокін, російський актор, театральний режисер, педагог, політик
- 19 лютого — Данило Тюрк, президент Словенії.
- 23 лютого — Бред Уітфорд, американський рок-музикант (Aerosmith:).
- 29 лютого — Раїса Петрівна Сметаніна, російська лижниця.
- 5 березня — Алан Кларк, англійський рок-музикант (Dire Straits).
- 9 березня — Уляна Семенова, латвійська баскетболістка.
- 14 березня — Альберт, принц Монако.
- 27 березня — Марія Шнайдер, французька акторка.
- 4 квітня — Ґері Мур, ірландський гітарист-віртуоз
- 6 квітня — Удо Діркшнайдер, німецький рок-музикант.
- 10 квітня — Григорій Олексійович Явлінський, російський політик.
- 13 квітня — Олександр Кутіков, російський рок-музикант, бас-гітарист гурту «Машина времени».
- 24 квітня — Мацько Віталій Петрович, український літературознавець, прозаїк, поет, перекладач, краєзнавець, журналіст.
- 25 квітня — Владислав Олександрович Третьяк, російський хокеїст (воротар).
- 14 травня — Володимир Матецький, російський композитор-пісняр.
- 14 травня — Роберт Земекіс, американський кінорежисер.
- 14 травня — Девід Бірн, англійський рок-співак (Talking Heads).
- 19 травня — Валерій Сергійович Рибалкін — український вчений-сходознавець.
- 4 червня — Паркер Стівенсон, актор.
- 7 червня — Ліам Нісон, ірландський актор.
- 14 червня — Джим Лі, рок-музикант.
- 16 червня — Олександр Геннадійович Зайцев, радянський фігурист.
- 16 червня — Роберто Дюран, панамський боксер.
- 17 червня — Володимир Лановий, український економіст, політик.
- 18 червня — Ізабелла Росселліні, французька модель.
- 20 червня — Джон Гудмен, актор.
- 25 червня — Тім Фінн, австралійський рок-музикант.
- 5 липня — Іван Заєць, український політик.
- 6 липня — Шеллі Хек, акторка.
- 12 липня — Ліз Мітчелл, співачка (Boney M).
- 14 липня — Кріс Кросс , музикант (Ultravox).
- 16 липня — Стюарт Копленд, американський рок-музикант (Police).
- 17 липня — Девід Гассельгофф, американський актор, співак.
- 21 липня — Робін Вільямс, американський актор.
- 31 липня — Гелмут Балдеріс, латиський хокеїст.
- 1 серпня — Петро Симоненко.
- 8 серпня — Юстейн Ґордер, норвезький письменник, популяризатор філософії.
- 18 серпня — Патрік Суейз, американський кіноактор.
- 21 серпня — Джо Страммер, англійський рок-музикант, співак (The Clash).
- 21 серпня — Гленн Х'юз, англійський рок-музикант, бас-гітарист (Deep Purple).
- 2 вересня — Джиммі Коннорс, американський тенісист.
- 4 вересня — Євгенія Костянтинівна Глушенко, російська акторка.
- 9 вересня — Дейв Стюарт, англійський рок-музикант (Eurythmics).
- 12 вересня — Джеррі Беклі, американський рок-співак, музикант.
- 14 вересня — Микола Гнатюк, український естрадний співак.
- 25 вересня — Крістофер Рів, американський актор.
- 28 вересня — Сільвія Крістель, французька акторка.
- 6 жовтня — Володимир Олександрович Гусинський, російський політик, підприємець, медіа-магнат.
- 7 жовтня
  - Людмила Турищева, українська гімнастка.
  - Путін Володимир Володимирович, другий президент Російської Федерації.
- 14 жовтня — Микола Андріанов, російський гімнаст.
- 22 жовтня — Джефф Голдблюм, американський актор.
- 27 жовтня — Роберто Беніньї, італійський актор і режисер.
- 5 листопада — Олег Блохін, український футболіст, тренер.
- 29 листопада — Джефф Фейхі, американський актор.

## Померли
- 25 жовтня — Борткевич Сергій Едуардович, український композитор і піаніст
- 16 листопада — Крушельницька Соломія Амвросіївна (23 вересня 1872 — 16 листопада 1952) — відома українська оперна співачка, педагог.
- 29 грудня — Кочерга Іван Антонович — відомий український письменник, критик, драматург.

## Нобелівська премія
- з фізики: Фелікс Блох та Едвард Перселл — «За розвиток нових методів для точних ядерних магнітних вимірів і пов'язані із цим відкриття»
- з хімії:Арчер Мартін та Річард Сінг — «За відкриття методу розподільної хроматографії»
- з медицини та фізіології: Зельман Ваксман — «За відкриття стрептоміцину, першого антибіотика, ефективного при лікуванні туберкульозу»
- з літератури: Франсуа Моріак
- премія миру: Альберт Швейцер — «За місіонерську діяльність»